# 中国社会科学院农村发展研究所
中国社会科学院农村发展研究所是中华人民共和国的一家农业经济科学研究机构，成立于1978年，是中国社会科学院的直属研究单位。